# 1265 Schweikarda
1265 Schweikarda (1911 MV) là một tiểu hành tinh vành đai chính được phát hiện ngày 18 tháng 10 năm 1911 bởi F. Kaiser ở Heidelberg.